# ترایکووو
ترایکووو (به بلغاری: Traykovo) یک منطقهٔ مسکونی در بلغارستان است که در استان مونتانا واقع شده‌است.
 ترایکووو  ۹۸۶ نفر جمعیت دارد و ۱۵۰ متر بالاتر از سطح دریا واقع شده‌است.